# 磨盤山血戰
磨盘山血战，又称磨盘山之战、磨盘山战役，是南明军队在云南磨盘山一带與清朝军队展開的戰鬥，最終南明取得战斗胜利。

## 过程
顺治十六年二月（1659年，明大统历闰正月）二十一日，清军渡过怒江逼近腾越州（今云南腾冲），这是明朝的西南边境，山高路险，“径隘箐深，屈曲仅容单骑”。李定国估计清军取胜之后必然骄兵轻进，决定在怒江以西二十里的磨盘山沿羊肠小道两边草木丛中埋伏起来，以泰安伯窦名望为初伏，广昌侯高文贵为二伏，武靖侯王国玺为三伏，“埋地雷谷中，约曰：敌尽入，初伏乃发；然地雷，二、三伏乃发。首尾击之，敌尽矣”。埋伏的军队携带预先制作的干粮，以免造饭冒出炊烟被清军察觉。部署安定后，清军队在吴三桂等率领下果然以为明军已经望风逃窜，大踏步地进入伏击区。在这一决定胜负之际，明光禄寺少卿卢桂生叛变降清，把设下埋伏的机密报告吴三桂。吴三桂大惊，立刻下令已进入二伏的清军前锋后撤，向路旁草木丛中搜杀伏兵。明兵因为没有得到号令不敢擅自出战，伤亡很大。窦名望迫不得已下令鸣炮出战；二伏、三伏军从也应声鸣炮，冲入敌军，双方展开一场恶战，清将固山额真沙里布等战死，明将窦名望等也战死。
李定国坐镇山阜之上，听见号炮次序不对，才知道情况有变，派后军增援，终于击败吴三桂所统来追清军。但因兵将损失严重，决定离开腾越州，令定朔将军吴三省断后并收集溃卒，自己率领主力逃往孟定（今云南耿马傣族佤族自治县西之勐定街）。
卢桂生叛变告密使李定国部署的磨盘山战役未能取得预定效果。由于他在关键时刻立功，被清朝赏给云南临元兵备道的官职。

## 评价
磨盘山战役是李定国统率南明军给予清军的最后一次沉重军事打击。清廷因损兵折将，顺治帝大为恼怒，经诸王、大臣会议后于顺治十七年六月惩罚统兵将领；多罗信郡王多尼罚银五千两，多罗平郡王罗可铎罚银四千两，多罗贝勒杜兰罚银二千两，都统济席哈革一拜他喇布勒哈番并所加级，副都统莽古图、傅喀、克星格也受到处分，征南将军赵布泰革职为民。虽缺乏史料佐证，从清廷对三军主帅的处分情况猜测，磨盘山之役战斗十分激烈，清军的伤亡较大。